# Federazione Pugilistica Italiana
La Federazione Pugilistica Italiana (FPI) è la federazione sportiva italiana, riconosciuta dal CONI ed affiliata alla International Boxing Association (IBA), che governa lo sport del pugilato.

## Storia
Fondata a Sanremo il 2 Marzo 1916, la FPI si affiliò al CONI nel 1927. I Primi Campionati Italiani si svolsero nel 1920, un evento fondamentale nella storia della Federazione. Il primo titolo europeo di un pugile italiano fu conquistato da Erminio Spalla (1923), il primo titolo mondiale lo ottenne Primo Carnera (1933), entrambi nei massimi.
Nel 1929 la sede della FPI si trasferì da Milano a Roma, dove tuttora ha il suo quartier generale in quel di Viale Tiziano 70. Presidente era Raffaello Riccardi, che rimase in sella per ben 10 anni. 
Nel 1939 Bruno Mussolini, figlio di Benito, divenne Presidente, con Segretario Musti De Gennaro. Il successore di Bruno Mussolini, deceduto in guerra,  fu il fratello Vittorio.
Dal 1944 al 1997 lo scranno presidenziale fu occupato dalle seguenti personalità: Conte Francesco di Campello, Bruno Rossi, Silvio Podestà, Franco Evangelisti, Ermanno Marchiaro. Quest'ultimo rimase in carica dal 1981 al 1997, anno in cui ne prese il posto Gianni Grisolia. Nel 2001 venne eletto Franco Falcinelli, che mantenne l'incarico fino al 2012. Nel 2013 Alberto Brasca ottenne l'onore di guidare la FPI, che nel 2017 passò nelle mani di Vittorio Lai. Dal 2021 presidente FPI è Flavio D'Ambrosi.

## Affiliazioni internazionali
- World Boxing (WB)
- International Boxing Association (AIBA)
- European Boxing Confederation (EUBC)

## Medagliere Olimpico
- ORI: 15
- ARGENTI: 15
- BRONZI: 18[2]

## Medagliere Mondiali AOB (Ex Dilettanti)
- ORI: 10
- ARGENTI: 8
- BRONZI: 19[3]

## Medagliere Europei AOB (Ex Dilettanti)
- ORI: 38
- ARGENTI: 34
- BRONZI: 67[4]

## Mondiali pro
40 le Cinture Mondiali conquistate da pugili italiani 